# Christiania Torv

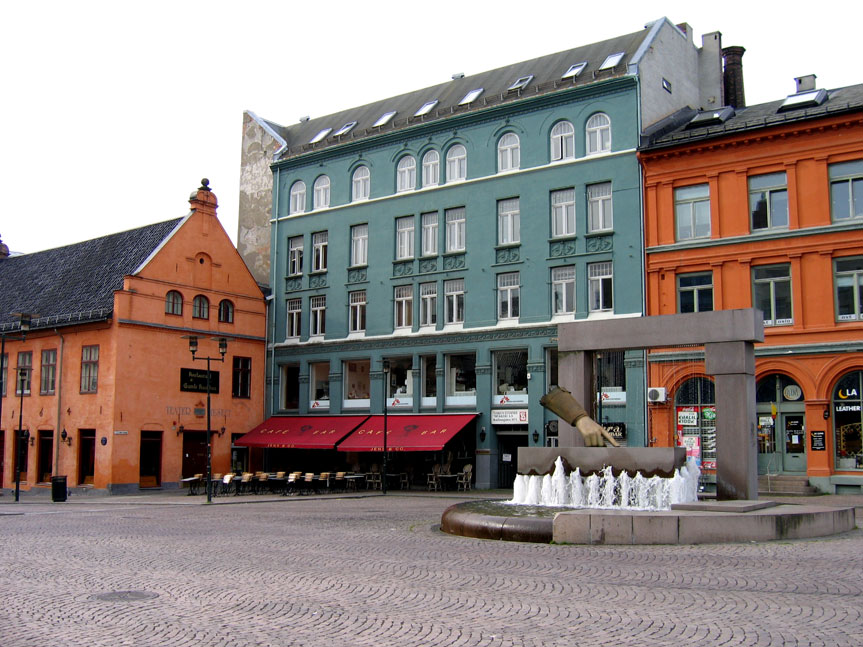
Christiania Torv. Links: das alte Rathaus, im Vordergrund der Brunnen, das Gebäude rechts steht auf der ehemaligen Straße Øvre Slottsgate

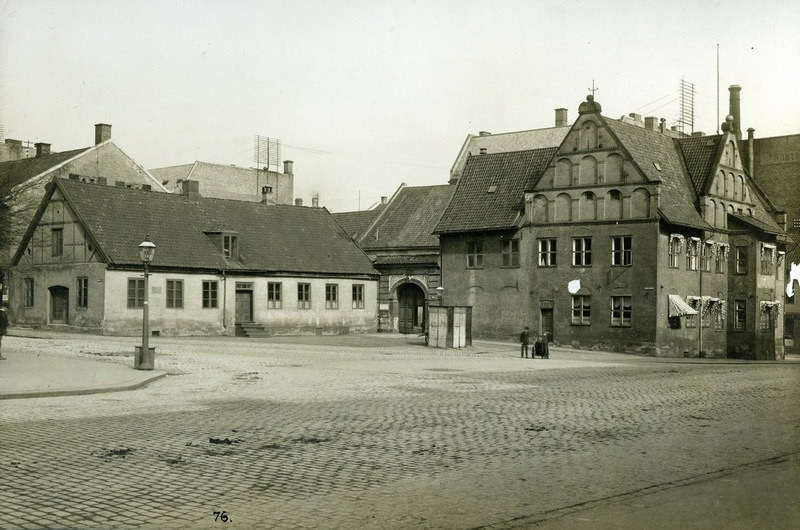
Die bis heute nahezu vollständig erhaltene Bebauung des Nordost-Bereiches des Platzes

Der Christiania Torv ist ein Platz im Osloer Stadtviertel Kvadraturen, im Schnittpunkt von Rådhusgata und Øvre Slottsgate. An diesem Platz liegen einige historisch bedeutsame Gebäude, wie der Rådmannsgården, das Alte Rathaus (Gamle rådhus) und der Anatomigården. In der Mitte des Platzes befindet sich heute ein Brunnen der den Handschuh von Christian IV stilisiert, er wurde Mitte der 1990er Jahre von der norwegischen Künstlerin Wenche Gulbransen gestaltet.

## Geschichte
Der Christiania Torv löste als Marktplatz der Stadt Oslo den bisherigen Marktplatz in der Osloer Altstadt Gamlebyen ab. Genau wie der ehemalige Marktplatz, so entstanden auch hier bedeutende Gebäude, wie im Jahr 1639 die damalige Hauptkirche, die Hellig Trefoldigheds Kirke, die Kirche der heiligen Dreifaltigkeit, sowie im Jahr 1641 das Rathaus. Der Bischofssitz verblieb jedoch an seinem angestammten Standort in der Altstadt.
Der Platz ist nach dem typischen Muster der Stadtplanung in der Renaissance angelegt, also als eine Straßenkreuzung mit vier rechtwinkeligen Aussparungen an jeder Ecke der Kreuzung. Nachdem an dieser Stelle der wöchentliche Markt aufgegeben worden war dehnte sich die Bebauung der benachbarten Festung Akershus bis zu der Süd-Westseite des Platzes aus. Dies führte dazu, dass auf der Südseite die neue Bebauung des Platzes bis heute um ca. 15 Meter zur Platzmitte hin verschoben wurde und der Platz somit seine ehemals symmetrische Gliederung verlor.
Im Jahr 1686 brannte die Hellig Trefoldigheds Kirke ab und wurde nicht wieder aufgebaut. Lediglich der Friedhof blieb noch eine gewisse Zeit erhalten. Später entstand dort eine Reitbahn sowie Stallungen der angrenzenden Festung Akershus. Im Jahr 1878 entstand dort jedoch die neugotische Johanneskirche, welche bereits aufgrund statischer Probleme im Jahr 1927 wieder abgerissen werden musste. Dem zunehmenden Individualverkehr Rechnung tragend entstand dort zunächst ein Parkplatz, später eine Tankstelle und erst im Jahr 1996 wurde an dieser Stelle ein neues Wohn- und Geschäftshaus errichtet, welches die Baugrenzen aus der Entstehungszeit des Platzes wieder aufgegriffen hat.
Im Gegensatz zum alten Marktplatz, dem Oslo Torg in der Altstadt Gamlebyen, war dem Christiania Torv keine lange Lebensdauer als bedeutender Marktplatz und Mittelpunkt der Stadt beschieden. Die Domkirche wurde nach dem Brand 1686 an neuer Stelle errichtet und im Jahr 1736 zog die Stadtverwaltung aus dem alten Rathaus ins damals neue Rathaus in der Rådhusgata 7, gleichzeitig wurde den der Wochen- und Jahrmarkt auf den neuen Marktplatz vor der neuen Domkirche verlegt.

## Auszeichnung
Der heutige Christiania Torv erhielt nach Maßnahmen der Verkehrsberuhigung und Stadtverschönerung im Jahr 2003 einen Preis für herausragende Stadtarchitektur der Stadt Oslo.
Koordinaten: 59° 54′ 36,8″ N, 10° 44′ 23,1″ O